# Ламартин, Альфонс де
Альфонс Мари Луи де Пра де Ламартин (фр. Alphonse Marie Louis de Prat de Lamartine; 21 октября 1790, Макон — 28 февраля 1869, Париж) — один из крупнейших поэтов французского романтизма. Известен также как прозаик, историк, публицист, политический деятель.

## Биография
Родился в Маконе в обедневшей дворянской семье. Отец его воспитал в преданности законной монархии; мать его была ревностная католичка.
Детство и юношеские годы Ламартин провёл в родовом имении Мийи в обществе матери и пяти сестёр, что вместе с рано развившейся любовью к природе породило в нём особую мягкость характера и склонность к сентиментальной мечтательности.
С юных лет любимым чтением Ламартина было Евангелие, а из французских поэтов — Расин. Школьное воспитание Ламартин получил сначала в Лионе, потом в иезуитской школе в Белле. Вернувшись на родину, он изучал классических авторов, восхищался Руссо и Бернарденом де Сен-Пьером и с увлечением воспринимал новые литературные веяния. Его юношеские увлечения составляют сюжет многочисленных поэм, где в рассказах об Эльвире, Леноре, Грациэле переданы истинные эпизоды из жизни поэта, лишь слегка прикрашенные вымыслом.
Особенную роль в жизни Ламартина играла любовь к молодой женщине, воспетой им под именем Эльвиры; она рано умерла, и грустные мечты об утраченном счастье наложили на поэзию Ламартина печать меланхолии и заставили его искать утешения в Боге.

### Литературная слава
Ламартин стоял вне журнальной полемики своего времени, не имел литературного самолюбия и сам называл себя дилетантом — curiosus litterarum (вроде друзей Горация и Виргилия). Он вступил в королевскую гвардию, много путешествовал, в 1823-29 гг. служил секретарём посольства в Неаполе и во Флоренции.
В 1820 году женился на английской художнице Элизе Бёрч (1790—1863), послужившей моделью для первого бюста Марианны. В том же году вышел его первый сборник стихов «Поэтические размышления» (Méditations), имевший сразу громадный успех; за ним последовали «Новые поэтические размышления» (1823), «Поэтические и религиозные созвучия» (1835), поэмы «Жоселен» (1835) и «Падение ангела» (1838), сборник «Поэтические созерцания» (1839). В первых сборниках преобладают молитвенные размышления и христианские мотивы. Завораживающая мелодичность, мастерство звукописи, философская меланхолия (растворённая в том числе в элегических пейзажных зарисовках) снискали Ламартину миллионы поклонников во всех странах Европы — не исключая России (где его переводили Ф. И. Тютчев, А. И. Полежаев, П. А. Вяземский, И. И. Козлов, А. А. Фет).
В 1825 г. Ламартин удостоился ордена Почётного легиона, через 4 года был избран членом Французской академии. В 1832 году проехал от Болгарии до Иерусалима и описал посещённые страны в «Путешествии на Восток» (1835). Размышления о справедливости и всеобщем братстве отразились в романах о простолюдинах («Женевьева», 1836; «Каменотёс из Сен-Пуана», 1851).

### Политическая деятельность
В 1829 году глава правительства Полиньяк предложил Ламартину место главного секретаря министерства иностранных дел, но тот отказался, так как не разделял реакционных взглядов этого кабинета. Вместо этого был назначен посланником при герцоге Леопольде Саксен-Кобург-Готском. Узнав об июльской революции, Ламартин подал в отставку. Избранный, в 1833 году, в палату депутатов, он в первой же речи объявил себя независимым консерватором. В политике он, прежде всего, моралист, в социальных вопросах — проповедник прогресса и религиозной терпимости, защитник свободы и пролетариата. Блестящие его речи волновали палату и с жадностью читались. 

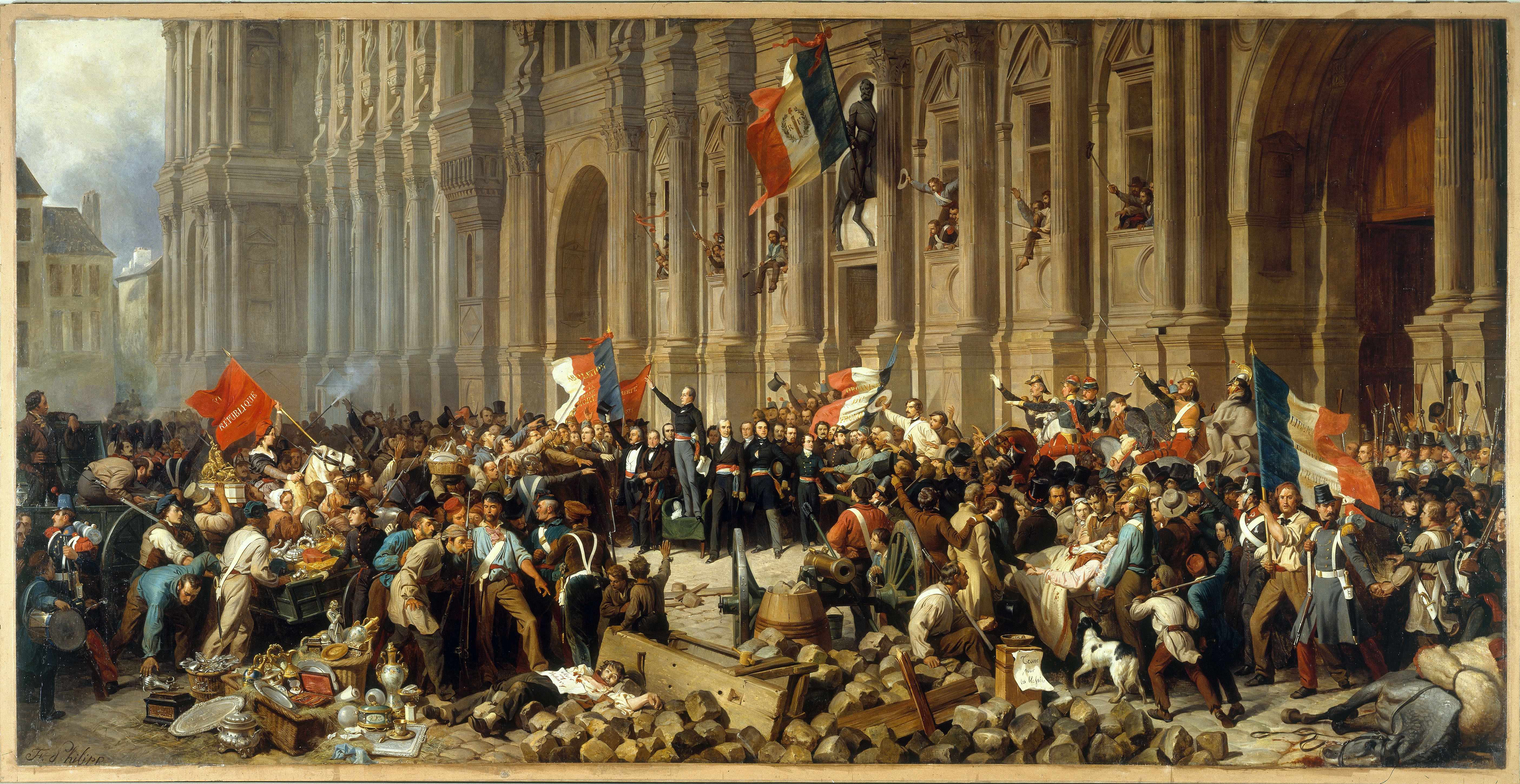
«Ламартин у столичной ратуши отвергает красный флаг» 25 февраля 1848 года. Картина Филиппото.

Определённых политических планов у Ламартина не было; он поддерживал консервативный кабинет Моле, а когда приверженцы последнего предложили ему председательство в палате, Ламартин отказался, заявив, что он прогрессист, а они — консерваторы. В 1840 году, противодействуя политике Тьера по восточному вопросу, Ламартин высказался за уничтожение Османской империи, предложив отдать Константинополь — России, Египет — Англии, а Сирию — Франции. С 1843 года он становится решительным противником консервативного направления Гизо. Слава Ламартина достигла своего апогея в 1847 году, когда он выпустил в свет «Историю жирондистов». Впечатление получилось громадное. В этой увлекательно написанной книге Ламартин дает блестящую апологию жирондистов. Научного здесь очень мало; это — ряд блестящих портретов и описаний, проникнутых республиканским настроением.

После отречения Луи-Филиппа (24 февраля 1848) Ламартин решительно восстал в палате против регентства герцогини Орлеанской и произнес горячую речь, предлагая учредить временное правительство и созвать национальное собрание. В качестве члена временного правительства Ламартин принял портфель министра иностранных дел. Только под напором обстоятельств решился Ламартин немедленно провозгласить республику, в которой он, благодаря таланту и красноречию, явился посредником между консерваторами и крайними. В эти бурные дни Ламартин обнаружил большое мужество и такт. 25 февраля, когда временному правительству угрожала опасность быть разогнанным народной толпой, Ламартин произнес знаменитую речь, где красноречиво описал ужасы революции и воспел трёхцветное знамя (в противоположность красному). Ламартин настоял, чтобы красный флаг как символ революционного насилия был немедленно убран после окончания борьбы. 

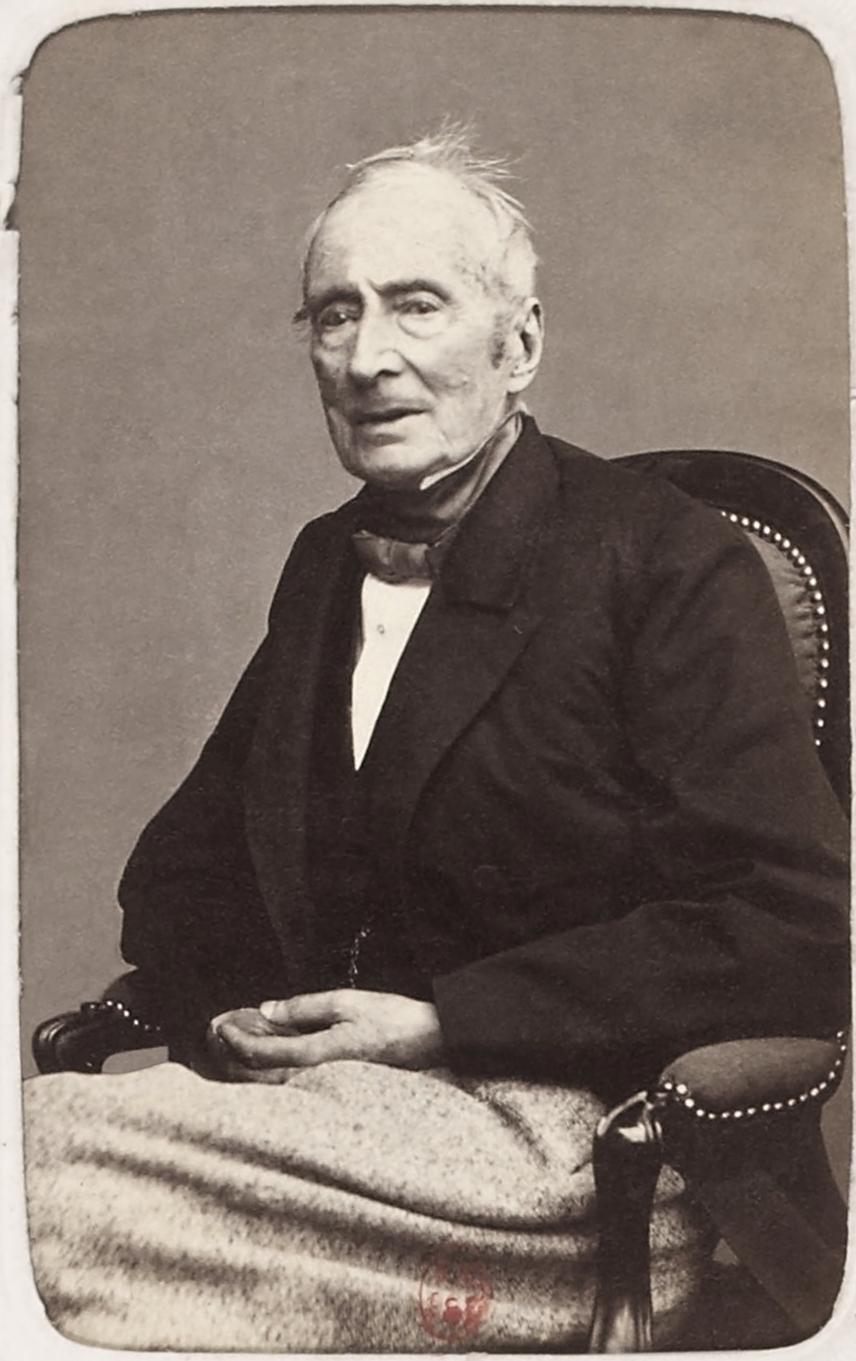
Ламартин в старости (ок. 1865)

Ламартин отправил 4 марта к европейским дворам манифест в миролюбивом духе. Ряд народных манифестаций (в марте и апреле) заставил его прибегать к вооружённой силе. Спокойствие восстановилось, но популярность Ламартина падала. Выбранный в 10 департаментах депутатом в учредительное собрание, Ламартин был выбран собранием в члены исполнительной комиссии. Энергичными действиями Ламартина было подавлено восстание 15 мая. Впрочем, желая всех примирить, Ламартин никого не удовлетворял. Собрание отвергло предложение Ламартина о недопущении в число депутатов Луи Бонапарта, а сближение Ламартина с Ледрю-Ролленом и генералом Кавеньяком оттолкнуло от него и консерваторов, и радикалов. Июньские дни положили конец его участию в управлении государством. В вопросе о выборе президента республики Ламартин разошелся с Греви, предлагавшим предоставить избрание президента республики не народу, а палате. На выборах в президенты Ламартин получил 0,28 % голосов. Даже в законодательное собрание 1849 года он не был выбран, хотя выступил кандидатом в 10 департаментах.

### Поздние годы
Возвратясь к литературной деятельности при Второй империи, Ламартин основал и редактировал политический журнал «Conseiller du peuple». В 1851 г. опубликовал биографию Цезаря (сатира против Наполеона) и ряд других биографий великих людей. О своей политической карьере поведал в мемуарах «Три месяца у власти» (1848) и «История февральской революции» (1849).
Перестройка отцовской усадьбы Сен-Пуан в стиле средневекового замка заставила Ламартина войти в большие долги, для покрытия которых он прибегал к литературной подёнщине. Многотомные исторические сочинения, которые он в изобилии публиковал на склоне лет («История России», «История Турции», «История Реставрации» и т. д.), научного значения не имеют. Массу критических откликов вызвал подготовленный им в 1856 году «Общедоступный курс литературы».
Последние двадцать лет жизни Ламартина полны были лишений и страданий и ничего не добавили к славе, приобретённой им первыми стихотворными сборниками. В 1860 г. он вынужден был продать Мийи, но продолжал принимать звёзд литературного мира в Сен-Пуане и в унаследованном от тётки имении Монсо. За два года до смерти его разбил паралич.

## Память о Ламартине
- Несколько стихотворений о Ламартине написал переводивший его Фёдор Тютчев.
- В 1902 г. деревня Мийи, где находилось имение Ламартина, обрела новое название Мийи-Ламартин[фр.].
- В честь героини стихов Ламартина назван астероид (277) Эльвира, открытый в 1888 году французским астрономом Огюстом Шарлуа в обсерватории Ниццы.
- Ламартин изображен на почтовой марке Болгарии 1990 года.

## Публикации на русском языке
- Рафаэль. Страницы двадцатого года жизни. — М., 1849.
- Антониэлла. — СПб., 1868
- История жирондистов. — СПб., 1871.
- Иоанна д'Арк. —СПб., 1889
- Ламартин А. История жирондистов. — М.: «Захаров», 2013. — 584+493 с. — ISBN 978-5-8159-1148-2.